# گالبا
سرویوس سولپیسیوس گالبا (به لاتین: Servius Sulpicius Galba) (زادهٔ ۲۴ دسامبر ۳ پیش از میلاد – درگذشتهٔ ۱۵ ژانویه ۶۹ میلادی)، به مدت ۷ ماه فرمانروای امپراتوری روم بین سال‌های ۶۸ تا ۶۹ بود.
گالبا از اعضای سنا بود که در سال ۳۳ به مقام کنسولی رسید. او سرسخت، بی‌طرف و دارای توانایی‌های نظامی بالایی بود به طوری که مادر نرون یعنی امپراتریس اگریپینا بخاطر آینده درخشان گالبا قبل از ازدواج با عموی خود، سعی در اغوا کردن او را داشت، اما گالبا به همسر خود وفادار بماند و به اگریپینا بی محلی کرد. در سال ۶۸ لژیون‌های فرانسوی با همراهی سنا علیه نرون، فرمانروای وقت روم شوریدند. نرون دست به خودکشی زد و گالبا به عنوان فرمانروای جدید جانشین او شد.
روم به سال ۶۹ سالی که تاج پادشاهی بر سر چهار تن گذاشته شد، نزدیک می‌شد. در این بازه زمانی ابتدا نرون خودکشی کرد. رویاروی نرون، قدرتمندترین افراد، فرمانده ارتش گِرمانیا ویتالوس و فرماندار اسپانیا گالبا بودند. میسر که از گالبا حمایت می‌کرد، تلاش کرد تا در کنار لژیون سوم اگوستا که پاسداری از آفریقا را بر عهده داشت، یک لژیون جدید تأسیس کند. این لژیون جدید به نام مؤسس خود میسریا یا ماکرینا خوانده می‌شد.
اما دوران فرمانروایی او چندان طولانی نبود؛ زیرا گالبا پس از به قدرت رسیدن رفتاری خشن، حریصانه و جانبدارانه در پیش گرفت و بسیاری از بزرگان روم _از جمله کسانی که او را به قدرت رسانده بودند_ را نیز کشت. گالبا همچنین فردی را که مورد قبول نگهبانان پرتوریا نبود به جانشینی خود برگزید و همین امر نارضایتی‌ها را به اوج خود رساند. در سال ۶۹ میلادی سپاه نگهبانان بر او شورید، گالبا و جانشینش را کشت و به حکومت ۷ ماههٔ او پایان داد.
| پیشین: نرون | فرمانروای روم ۶۸میلادی - ۶۹میلادی | بعدی: اتو |